# Juanjo Guarnido
Juanjo Guarnido   (Granada, 1967) és un dibuixant de còmics, animador i guitarrista espanyol. És el coautor de la sèrie de còmics Blacksad. Ha guanyat nombrosos premis al llarg de la seva carrera, entre ells el Premi Eisner (Oscar del còmic) al millor artista complet el 2011.

## Biografia
Juanjo Guarnido va néixer a Granada i va créixer a Salobreña. Va estudiar estudis de dibuix a la Facultat de Belles Arts de la Universitat de Granada. Els seus primers treballs en el món del còmic van ser dibuixos per diversos fanzines i per Comics Forum. A la dècada de 1990 va treballar en el camp de la indústria dels dibuixos animats: va animar el lleopard "Sabor" a la pel·lícula de Tarzan de la Walt Disney, a "Hades" a la pel·lícula d'Hèrcules. Abans havia treballat fent storyboards i layouts per a pel·lícules d'animació com Tintín, Sonic i La Pantera Rosa en un estudi d'animació de Madrid.
A banda de la molt famosa Blacksad, Guarnido ha publicat les obres Sorcelleries (bruixejant), amb el guió de Teresa Valero i a Voyageur (Glénat, 2011). També ha dibuixat per la revista Dos veces breve i ha fet treballs d'il·lustrador.

### Blacksad
El 2000 Juanjo Guarnido va començar a treballar amb el guionista Juan Díaz Canales fent Blacksad, de l'Editorial Dargaud. El 2013 la sèrie ja tenia tres àlbums de còmics, dos dels quals van guanyar Premis Eisner a la Comic Con de San Diego de 2013.

## Obres

### Còmic
Juanjo Guarnido ha treballat de dibuixant en les següents obres de còmic:
- 1995 - Forum. Especial Salón del Cómic, quadern de còmics de Planeta DeAgostini, nº1.
- 2000 - Blacksad, àlbums de còmics, editats a l'estat espanyol per Norma Comics, números 1 (Un lugar entre las sombras, var.1 (Blacksad), ext 1 (Como se hizo Blacksad), 2 (Arctic Nation), var 2 (Blacksad), ext 2 (La historia de las acuarelas, ext 3 (La historia de las acuarelas, tomo 2), 3 (Alma roja), 4 (El infierno, el silencio) i 5 (Amarillo).
- 2004 - Dos veces breve, revista de còmics d'Ariadna Editorial, números 2 i 11.
- 2007 - Asterix, àlbum de còmics editat a Espanya per Normal Editorial: ext. 1 (Astérix y sus amigos. Homenaje a Albert Uderzo).
- 2008 - Brujeando, àlbums de còmics editat al mercat espanyol per Normal Editorial, números 1 (¡Se acabó la magia!), 2 (¡Hágase la luz!) i 3 (¡La vida es juego!).
- 2009 - Viajero, àlbum de còmics editat al mercat espanyol per Planeta DeAgostini, números 1 (Futuro 1), 2 (Futuro 2) i 3 (Futuro 3).
- 2012 - Blacksad, àlbum de còmics de Norma Editorial, número 1.

### Animació
Les obres d'animació en les que ha treballat Guarnido, segons l'IMDb són:
- 1995 - Goofy e hijo, dissenyador.
- 1995 - Mickey y su cerebro en apuros, dissenyador.
- 1996 - El geperut de Notre Dame, dissenyador.
- 1997 - Hèrcules, animador d'"Hades".
- 1999 - Tarzan, animador de "Sabor".
- 2001 - Atlantis: l'imperi perdut, animador d'"Helga".
- 2002 - Dragon Hill, la colina del dragón, dissenyador de background i artista de l'storyboard.
- 2003 - El llibre de la selva 2, producció d'animació addicional, com Juan Guarnido Ariza.
- 2003 - Germà ós, animador addicional.
- 2004 - Lorenzo (curt), animador.
- 2007 - Nocturna, animador.

## Premis
- 2000: Premi al Millor Primer Traball al Lys-lez-Lannoy Festival.[5]
- 2000: Prix spécial del Rœulx (Belgium) festival.[5]
- 2000: Prix Némo de Maisons-Laffitte festival.[5]
- 2000: Prix découverte del Sierre International Comics Festival.[6]
- 2001: Best Artwork Award del Festival de Chambéry.[7]
- 2001: Premi Josep Toutain a l'Autor revelació del Saló del Còmic de Barcelona.[8]
- 2002: Best Artwork Award del Grand Prix Albert Uderzo.[7]
- 2003: Prix spécial du jury del Sierre International Comics Festival.[7]
- 2004: Angoulême Audience Award, per Arctic-Nation.
- 2004: Angoulême Best Artwork Award, per Arctic-Nation.
- 2004: Virgin Prize al Best Album, per Arctic-Nation.[9]
- 2006: Angoulême Best Series Award, per la sèrie Blacksad.[10]
- 2006: Premi a la Millor Obra i Premi al Millor Dibuix al Saló del Còmic de Barcelona.[8]
- 2011: Premi Eisner (Best Painter/Multimedia Artist, millor artista complet) per Blacksad 4: El infierno, el silencio.[11]
- 2014: Premi Nacional del Còmic del Ministeri d'Educació, Cultura i Esports d'Espanya.[12]